# Jacob Grimm
Jacob Ludwig Carl Grimm (født 4. januar 1785, død 20. september 1863) var en tysk sprog- og litteraturforsker, samler af eventyr og sagn og den ældste af Brødrene Grimm. Han var også advokat og medgrundlægger af den germanske oldtidsforskning og tyske filologi.
Hans livsforløb og gerning er stærkt forbundet med hans yngre bror, Wilhelm Grimm. Sammen med dem arbejdede også den yngste bror, Ludwig Emil Grimm (1790 – 1863), professor ved Akademiet for billedkunst i Kassel.